# Balranald Airport
Balranald Airport är en flygplats i Australien. Den ligger i kommunen Balranald och delstaten New South Wales, i den sydöstra delen av landet, omkring 710 kilometer väster om delstatshuvudstaden Sydney. Balranald Airport ligger 63 meter över havet.
Trakten runt Balranald Airport är nära nog obefolkad, med mindre än två invånare per kvadratkilometer.. Närmaste större samhälle är Balranald, nära Balranald Airport. 
Omgivningarna runt Balranald Airport är i huvudsak ett öppet busklandskap. Genomsnittlig årsnederbörd är 342 millimeter. Den regnigaste månaden är februari, med i genomsnitt 64 mm nederbörd, och den torraste är oktober, med 7 mm nederbörd.